# دانيال جيرو أليوت
دانيال جيرو أليوت (بالإنجليزية: Daniel Giraud Elliot)‏ هو عالم طبيعي وعالم طيور أمريكي، ولد في 7 مارس 1835 في نيويورك في الولايات المتحدة، وتوفي بنفس المكان في 22 ديسمبر 1915.

## معرض صور

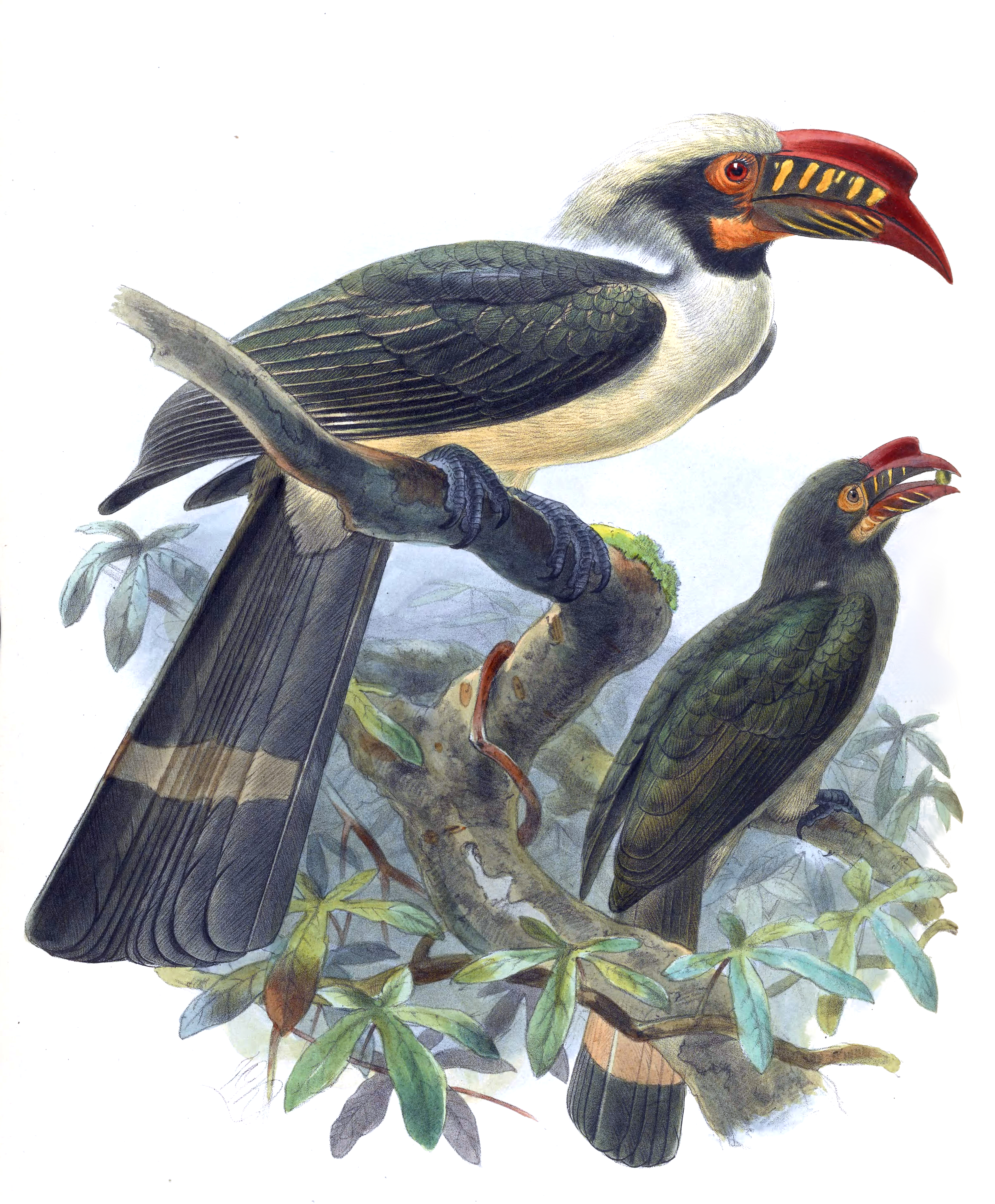
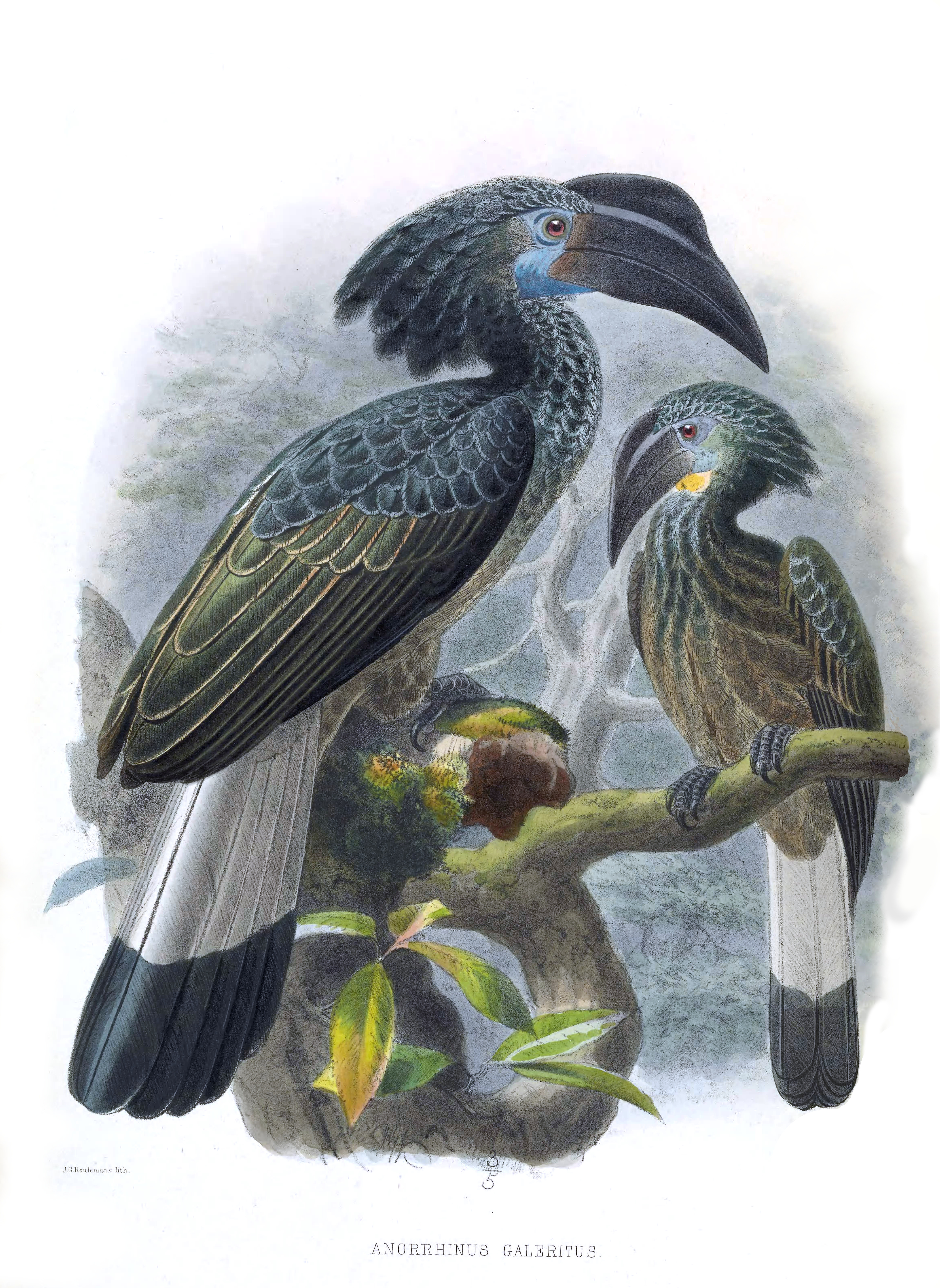
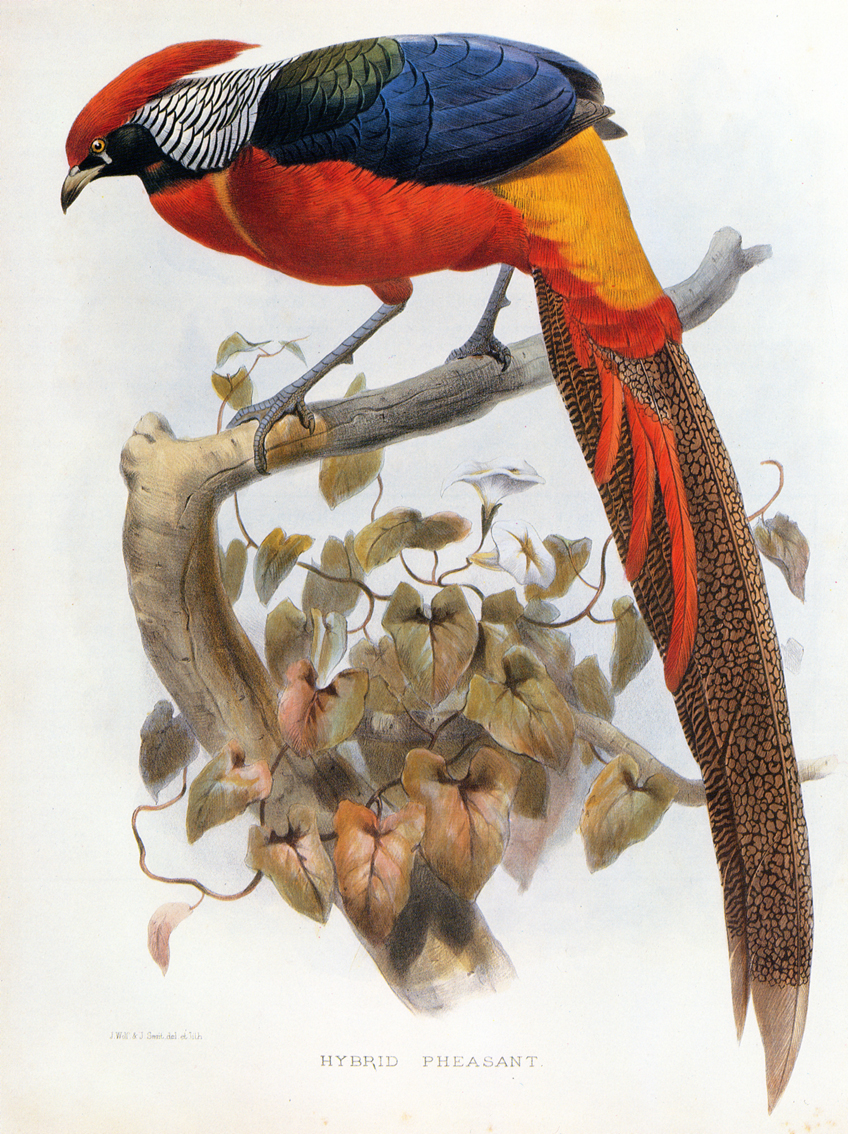
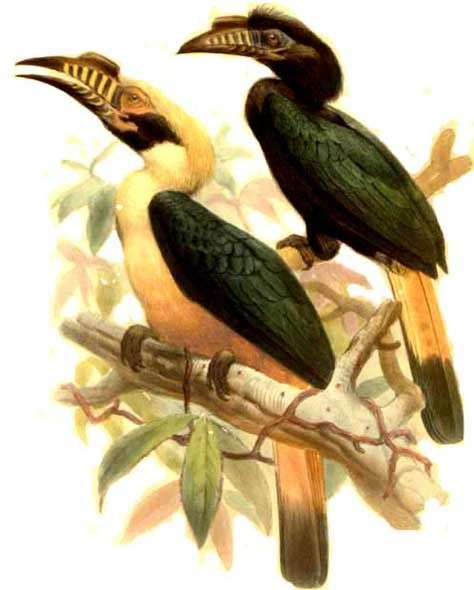
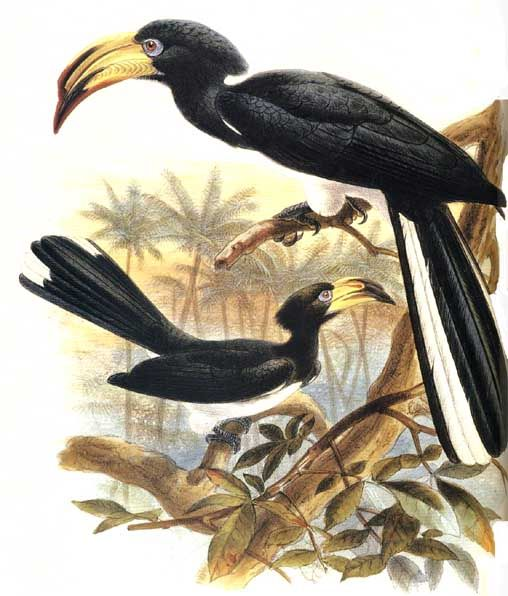